# The Gazette
The Gazette é uma banda japonesa de rock do movimento visual kei fundada em 2002 por Ruki (vocalista), Uruha (guitarrista), Aoi (guitarrista), Reita (baixista) e Yune (baterista), que mais tarde foi substituído por Kai. Em abril de 2024, Reita faleceu.
The Gazette se tornou uma das bandas mais bem sucedidas da segunda geração do visual kei, no Japão e internacionalmente. Com dez álbuns de estúdio até o momento, a partir do segundo (NIL, 2006) todos alcançaram o top 10 da parada japonesa Oricon, com apenas dois não entrando no top 5. Sua primeira turnê mundial foi realizada em 2013 após shows internacionais avulsos e desde então outras duas turnês mundiais aconteceram.

## Carreira

### 2002–2004: Primeiros anos como Gazette
Ex integrantes das extintas bandas Ma'die Küsse e Kar+te=zyAnose, Ruki (vocal, originalmente bateria), Uruha (guitarra) e Reita (baixo) se reuniram para formar um novo grupo, o Gazetto (ガゼット), em 2002. Após sua banda anterior durar apenas três meses, eles decidiram que sua próxima seria a última. Aoi (guitarra rítmica) e Yune (bateria), da banda Artia, completaram a formação. O nome vem de um erro ortográfico intencional da palavra cassete, Kasetto (カセット). O primeiro single lançado foi "Wakaremichi", em 30 de abril de 2002 pela gravadora Matina. No final de agosto, lançaram "Kichiku Kyoushi (32sai Dokushin) no Nousatsu Kouza" exclusivo para compra na loja Like an Edison. Eles fizeram seu primeiro show solo em outubro e no final do ano participaram do evento de encerramento da Matina. Reita contou em uma entrevista de 2009 que apenas 18 pessoas compareceram ao primeiro show.
No começo de 2003, Yune deixa a banda. Kai, ex integrante de Mareydi Creia, entra na banda após contatar Ruki e logo menos o Gazetto assinou contrato com a PS Company. A primeira turnê do grupo foi junto com a banda Hanamuke, seguida por outra com Vidoll. Participaram também do evento Beauti-Fool's Fest 2003, ao lado de artistas como Merry e D'espairsRay. Durante este ano, lançaram a trilogia de mini álbuns Cockayne Soup, Akuyuukai e Spermargarita, que tiveram todas as suas canções compiladas em Dainihon Itangeishateki Noumiso Gyaku Kaiten Zekkyou Ongenshuu (2006), além de Hankou Seimeibun (EP) e "Gozen 0-ji no Trauma Radio" (single).
Em 16 de janeiro de 2004 se apresentaram no Shibuya AX para cerca de 1800 fãs, show que foi gravado para seu primeiro DVD Tokyo Saihan -Judgment Day-. Com isso, abriram um fã-clube oficial chamado Maru Hin Dai Nihon itan-Gyō (マル貧 大日本異端業), mais tarde encurtado e renomeado para Heresy. Foi nomeado de acordo com o conceito "herege" da banda, especificado como Gueixa Herege do Grande Japão (大日本異端芸者, Dai Nihon Itan Geisha). Em março lançaram o EP Madara, que foi acompanhado pela turnê Heisei Banka em abril e em 28 de julho três singles estrearam ao mesmo tempo, entre eles "Miseinen" (未成年). Perto do fim do ano, o álbum de estreia Disorder foi à venda e ficou em décimo nono na parada da Oricon. Em dezembro, eles participaram mais uma vez do Beauti-Fool's Fest e foram à turnê Royal Disorder, que teve mais um ato em 2005.

### 2005–2009: The Gazette e ascensão

Logotipo da banda.

Em março de 2005 o grupo lançou o single "Reila", que se tornou seu primeiro trabalho a alcançar o top 10 da Oricon. Em agosto, lançaram o EP Gama, que foi acompanhado por uma pequena turnê em agosto. Também lançaram o livreto de fotos "Verwelktes Gedicht" em setembro, que incluiu uma canção exclusiva bônus: "Kare Uta". Depois, foi anunciado um curto hiato que durou até dezembro, quando participaram da turnê da PS Company Peace & Smile Carnival 2005 e lançaram o single "Cassis", que foi filmado na Áustria e foi o último single lançado pela banda sob o nome tradicional Gazetto (ガゼット).
Em 8 de fevereiro de 2006, The Gazette lançou o álbum NIL e três dias depois iniciaram uma turnê passando por todo o Japão com mais de 30 shows. A última performance da turnê, em 7 de maio, foi a primeira do grupo no Nippon Budokan, com 9 mil ingressos vendidos, que foi gravada e lançada como DVD mais tarde. Em junho, foi lançada a compilação de videoclipes Film Bug I e no fim do mês seguinte fizeram seu primeiro show fora do Japão, aparecendo na convenção AnimagiC na Alemanha. Consequentemente, uma versão em inglês do site oficial foi criada e eles re-estilizaram a escrita de seu nome, de Gazetto (ガゼット) em katakana para the GazettE, em caracteres romanos, visando o público internacional. No final do ano, lançaram os singles "Regret" e "Filth in the Beauty" após realizarem um festival ao ar livre e embarcaram em mais uma turnê. Segundo a Oricon, em novembro foi a primeira vez que a banda apareceu em um programa de televisão, no Hey!Hey!Hey.
O grupo começou 2007 com o single "Hyena", que teve seu lado-B tocado no filme sul-coreano Apartment e anunciando seu terceiro álbum, Stacked Rubbish que foi lançado em 4 de julho. Ele alcançou a terceira colocação na Oricon e se tornou o segundo álbum mais vendido da banda de acordo com a empresa. Promovendo o novo trabalho, embarcaram em duas turnês: a primeira aconteceu de julho a setembro e a segunda começou em novembro. The Gazette voltou à Europa em outubro para sua primeira turnê no continente, passando pela Alemanha, França, Finlândia e Inglaterra.
Em fevereiro de 2008 lançaram a canção "Guren", que em colaboração foi usada em uma propaganda da marca de joias GemCerey. Após a turnê nacional From the Distorted City por todo o mês de outubro, ele foi sucedido por "Leech". Logo após a estreia de "Leech", em 15 de novembro de 2008, a banda fez um show surpresa na Estação de Shinjuku. Devido ao alto número de pessoas que compareceram, cerca de 7 mil, a polícia cancelou o show após duas músicas e 10 minutos de evento. Em 3 de janeiro de 2009, The Gazette tocou junto com outras bandas da gravadora PS Company em comemoração de 10 anos da empresa em mais um Peace&Smile Carnival. No dia do show, eles anunciaram a nova canção "Distress and Coma". No dia 10 de março, em seu aniversário de 7 anos de carreira, o grupo tocou no Makuhari Messe para um público de 15 mil pessoas. Também foi anunciado o quarto álbum de estúdio para estrear em 15 de julho, DIM, que se tornou o mais vendido do grupo segundo a Oricon. Após o lançamento, a banda fez uma turnê pelo Japão intitulada Dim Scene começando em julho e terminando no dia 5 de setembro no Saitama Super Arena. O último show foi gravado e lançado em DVD no final do ano. Em outubro, foi lançado o single "Before I Decay" e o grupo participou do V Rock Festival 2009 com mais de 50 artistas. Para encerrar o ano, The Gazette se apresentou na véspera de natal no show intitulado A Hymn of the Crucifixion no Tokyo Big Sight.

### 2010–2011: Entrada na Sony eToxic

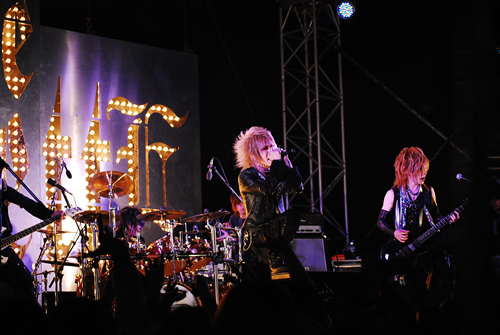
The Gazette em uma apresentação em Tóquio, em 2009.

Em 17 de março de 2010, The Gazette embarcou na turnê exclusiva do fã-clube The End of Stillness. Ao fim da disgressão, anunciaram em seguida um novo single e a turnê seguinte a partir de julho, Nameless Liberty Six Bullets, com duas partes e duas noites consecutivas no Nippon Budokan. Entre estes eventos, foi divulgado que o grupo estava se transferindo da King Records para a Sony Records estreando na empresa com o então anunciado single "Shiver". A canção foi escolhida como tema de abertura do anime Kuroshitsuji, sendo a primeira (e única até o momento) canção da banda a figurar em um anime e o single mais vendido do grupo. Já a segunda edição da compilação de videoclipes Film Bug foi lançada em 4 de agosto, dessa vez com 10 faixas.
Logo após o lançamento de "Shiver", a banda anunciou o último show da turnê em andamento: o Tokyo Dome, no dia 26 de dezembro de 2010. Eles foram a primeira banda visual kei da segunda geração a se apresentar no estádio. Antes do evento, foi lançado o single "Red" e em seguida "Pledge", usado em mais uma colaboração com a GemCerey. Depois da apresentação, anunciaram o lançamento do DVD do show e um novo álbum de grandes êxitos, previstos para março de 2011. Quando março chegou, fizeram um show de aniversário no Zepp Tokyo e mais uma turnê exclusiva ao Heresy teve início, chamada Live Tour 11 Two Concept Eight Nights -ABYSS/LUCY com 8 shows. No entanto, os trabalhos foram adiados devido ao sismo e tsunami de Tohoku de 2011. Finalmente, em 6 de abril, foi lançado o greatest hits Traces Best of 2005-2009 e o DVD The Nameless Liberty at 10.12.26 Tokyo Dome. Neste ano, participaram do álbum tributo a banda Kuroyume Fuck the Border Line com um cover da música "C.Y Head".
Em 25 de maio foi à venda o novo single "Vortex". Ganhando fama no Brasil, um trecho do videoclipe de "Vortex" foi mostrado no programa da Rede TV! Leitura Dinâmica e a música "Pledge" ficou em segundo lugar no Top Mundi da MTV, ficando atrás apenas de Versailles. Em julho aconteceu o Peace & Smile Carnival 2011 por sete dias consecutivos. Além do The Gazette ser o ato de abertura, Aoi fez um cover de Hide e Ruki de Luna Sea, os dois com suporte de bandas temporárias. Nesse mês anunciaram o single "Remember the Urge", seu novo álbum de estúdio, Toxic e a turnê Venomous Cell. Em agosto, a banda apareceu no festival Summer Sonic e no mês seguinte T.M.Revolution sediou o Inazuma Rock Fest 2011 que teve a participação do Gazette.

### 2012–2014:Division,Beautiful Deformitye 1ª turnê mundial
Em 2012 foi anunciado o álbum Division para ser lançado menos de um ano depois do anterior: em 29 de agosto. Foi o primeiro a não incluir singles. Ruki contou que se cansou da "prática do Japão" de lançar álbum pós single. Primeiramente, uma turnê exclusiva ao fã clube aconteceu, depois embarcaram na Live Tour 12 -Division- Groan of Diplosomia, com 24 apresentações mais 6 adicionais. Na véspera de natal, em um evento em colaboração com a loja Tsutaya foi realizado um show apenas para convidados. Além disso, comemoraram os 10 anos de carreira com o show The Decade em 10 de março no Makuhari Messe, gravado e lançado em DVD mais tarde. Neste ano, participaram dos festivais A-Nation Musicweek em 4 de agosto, Kishidan Banpaku em 16 e 17 de setembro e o Rising Sun Rock no dia 11 de outubro.
Em 2013 a banda anunciou que realizaria sua primeira turnê mundial, visitando vários países pela primeira vez. Passaram por 7 países e 9 cidades durante setembro, sendo eles: México na Cidade do México, Chile em Santiago, Argentina em Buenos Aires, Brasil em São Paulo, França em Paris e Toulouse, Alemanha em Dortmund e Munique e na Finlândia, em Helsinque. O público total da turnê contou com cerca de 20 mil pessoas. Eles já haviam se apresentado na Rússia pouco antes no Kubana festival, além de mais uma edição do Summer Sonic. Em 21 de agosto de 2013 foi lançado o single "Fadeless", o primeiro em dois anos e em duas edições como de costume. Um evento para os compradores aconteceu em Tóquio dez dias depois divulgando informações sobre o sétimo álbum de estúdio, Beautiful Deformity. Ele foi lançado dia 23 de outubro no Japão pela Sony. O álbum também foi lançado no Reino Unido, na Europa e na Rússia pela JPU Records. Nas paradas de rock ou metal do iTunes, Beautiful Deformity alcançou a 3ª posição no Reino Unido, a 2ª posição na Finlândia, 5ª na França e 7ª na Itália. Alcançou a 8ª posição na Oricon Albums Chart e no gráfico de novos lançamentos de rock e metal da Amazon ficou em 8° lugar apenas na pré-venda. O álbum foi acompanhado pela turnê nacional Magnificient Malformed Box com 24 shows e um documentário sobre a turnê mundial foi programado para fevereiro de 2014.
Em 2014, The Gazette realizou três turnês intituladas Redefinition, dedicadas aos seus álbuns anteriores e voltadas para os membros do fã clube. A primeira turnê Nameless Liberty Disorder Heaven teve como enfoque os álbuns Disorder e NIL e teve início em um show de 12º aniversário da banda no dia 10 de março de 2014 no Zepp Tokyo. A segunda turnê, intitulada Pulse Wriggling to Dim Scene, foi voltada para os álbuns Stacked Rubbish e DIM. A última, Groan of Venomous Cell, teve como foco os álbuns Toxic e Division. Um DVD das turnês foi lançado no dia 11 de março de 2015. Em 24 de dezembro de 2014 foi lançada a coletânea Film Bug III, com o videoclipe exclusivo de "To Dazzling Darkness". A Sony lançou um walkman com o modelo de The Gazette em agosto de 2014, já incluindo duas canções do álbum mais recente.

### 2015–2017:Dogmae Project: Dark Age

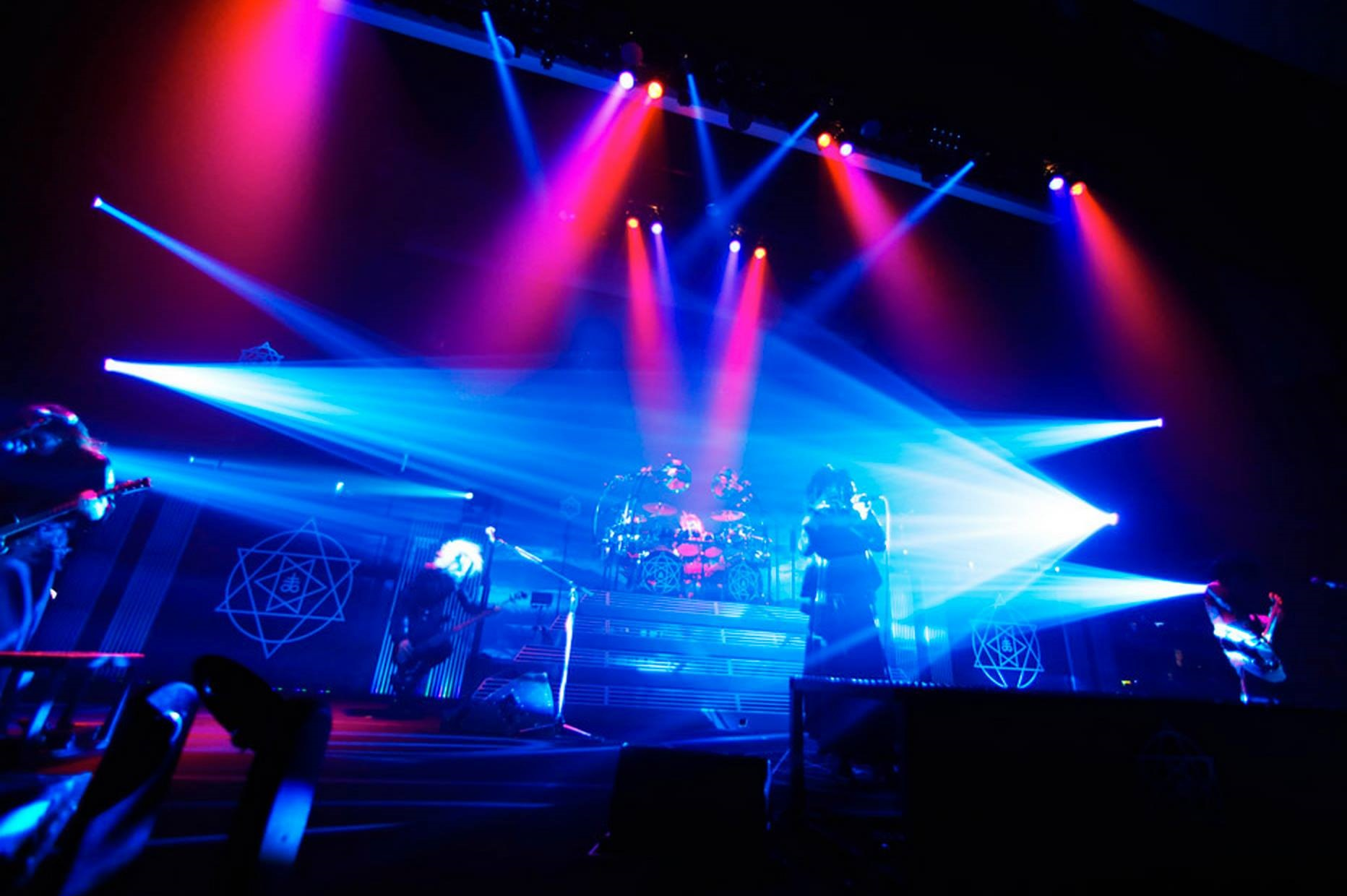
The Gazette durante a Dark Age, em 6 de setembro de 2015.

No dia 10 de março de 2015 a banda realizou seu show de aniversário de 13 anos no Nippon Budokan, onde além da apresentação ocorreram atrações especiais: houve a exposição dos instrumentos dos membros, uma cabine para tirar fotos com os instrumentos, um painel contando a história do grupo, além de um quadro para escrever mensagens para a banda, sendo uma exposição aberta para todos.
No início de agosto, em demonstração ao novo álbum, um vídeo com a letra da canção inédita "Omnious" foi lançado no YouTube. Em 26 de agosto a banda lançou o álbum Dogma no Japão, no dia 4 de setembro de 2015 nos EUA e no dia 2 de outubro de 2015 no Reino Unido, Europa e Rússia. Ele atingiu o segundo lugar na Oricon e foi masterizado pelo engenheiro de som Ted Jensen da Sterling Sound. Foi o primeiro movimento do "Project: Dark Age", que teve o envolvimento de 18 criadores de 8 departamentos diferentes. O segundo movimento foi a primeira turnê promovendo o álbum, intitulada Dogmatic-Un. O terceiro foi o lançamento do single "Ugly" em 18 de novembro de 2015. O quarto movimento foi a turnê Dogmatic-Due que aconteceu durante dezembro e janeiro de 2016 e o quinto seria o show final da turnê, nomeado Shikkoku (漆黒), marcado para acontecer no dia 28 de fevereiro de 2016, no Yoyogi National Gymnasium. O sexto movimento se deu com o lançamento do single "Undying", que ocorreu em 27 de abril de 2016.
A segunda turnê mundial do grupo foi anunciada como o sétimo, oitavo e nono movimentos. O sétimo foram os shows na América de abril a maio, tanto do sul quanto do norte: Estados Unidos, Canadá, México, Argentina e Brasil. O oitavo voltava-se para a Ásia, passando por China e Taiwan em maio, enquanto que o nono ocorreria no continente europeu: França, Alemanha, Finlândia e Rússia viram shows da banda em junho. Os últimos três movimentos foram anunciados em fevereiro. O décimo foi o lançamento do DVD de Shikkoku e o décimo primeiro movimento seria mais uma turnê nacional, a Another Fate que aconteceu do dia 6 de julho até 2 agosto de 2016. Para encerrar o "Project: Dark Age", foi anunciada uma apresentação em 27 do novembro de 2016 no Makuhari Messe Hall. O concerto foi gratuito: os fãs que encontraram um bilhete dourado dentro da edição especial do álbum "Dogma" puderam usá-lo para entrar no sorteio de ingressos para o show. Em novembro de 2016 tocaram no Knotfest Japan.

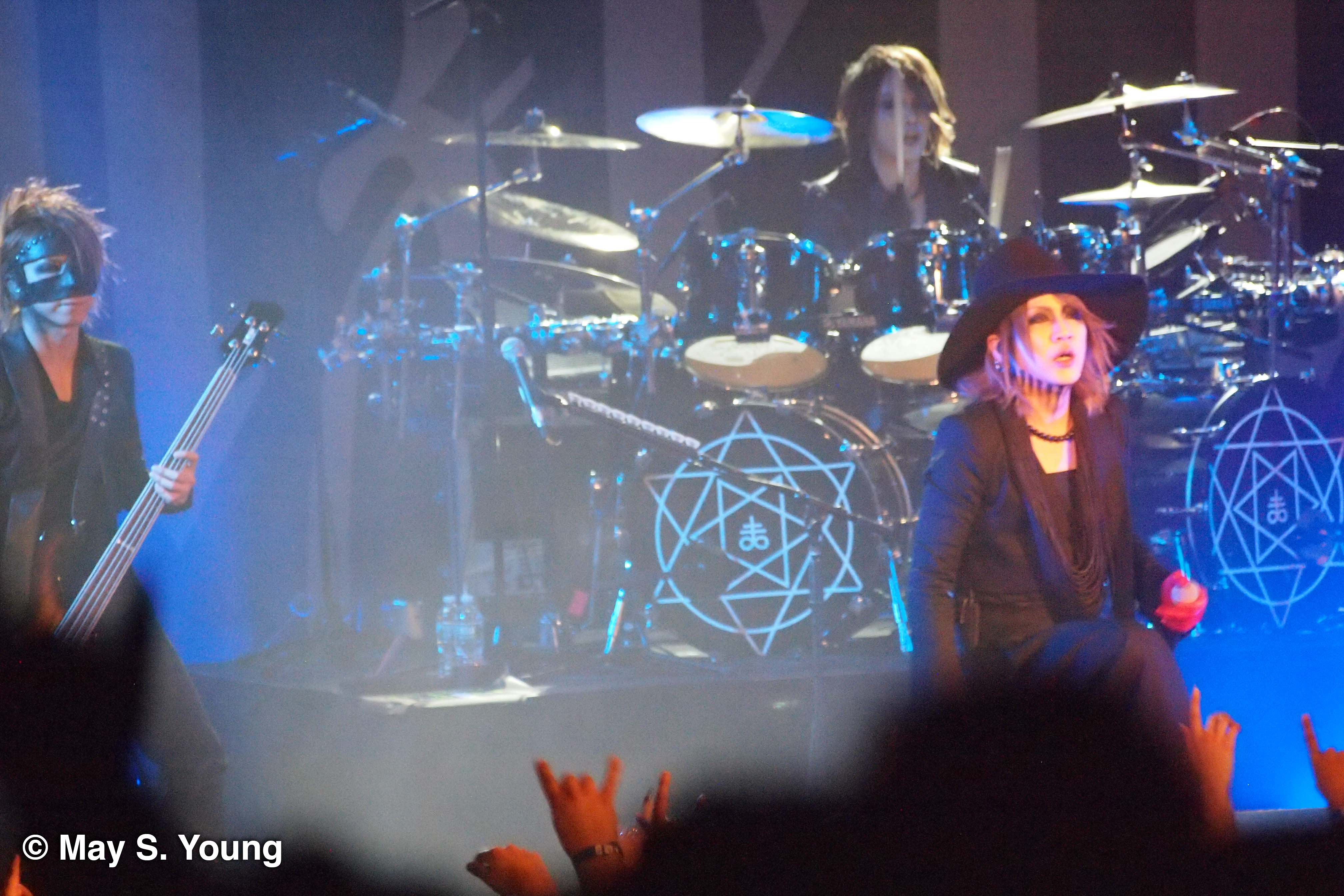
The Gazette no PlayStation Theater em 29 de abril de 2016.

Em março de 2017 The Gazette lançou seu terceiro álbum de compilação, com a remasterização de músicas de balada antigas, intitulado Traces Vol.2. No mês de agosto, tocaram no festival Rock in Japan. Realizaram no dia 19 de agosto de 2017 a terceira edição do evento Burst into a Blaze, com várias atrações na área do parque Fuji-Q Highland Conifer Forest. A esta altura, já haviam anunciado seu nono álbum de estúdio, previsto para o meio de 2018. Em 28 de outubro apresentaram um show especial de Halloween, fechado para membros do fã-clube. Os integrantes da banda apresentaram-se dentro do conceito Creepy Dead Puppets.

### 2018–2020:Ninthe saída da PS Company
The Gazette publicou o videoclipe de sua nova música, "Falling", em seu site oficial na meia noite do dia 10 de março de 2018 e no canal oficial do YouTube em 16 de março. Além disso, foi anunciado o nome de seu nono álbum de estúdio, Ninth, e a data de lançamento: 13 de junho. Ele estreou em terceiro lugar na Oricon e vendeu mais de 13 mil cópias nos primeiros dias. Quando foi liberado para download, ficou no topo das paradas de rock do iTunes na Bielorrússia, Finlândia, França, Hungria, Polônia, Turquia e Suécia e alcançou o top 10 na Bulgária, Alemanha, Itália, Holanda, Portugal, Rússia, Eslováquia e Espanha. O conceito Dark Age já não está mais presente nessa era, porém a música continuou seguindo elementos hardcore e tons eletrônicos.
No dia 29 de junho, o grupo anunciou que fundou sua própria companhia independente chamada Heresy Inc. e deixou a produção da PS Company. Em 19 de julho de 2019 o primeiro ato da turnê do Ninth começou, chamado Phase #01: Phenomenon, terminando em 4 de setembro de 2018. O segundo foi intitulado Phase #02: Enhancement, que começou em 6 de novembro de 2019 e terminou em 11 de dezembro de 2018, com shows também apenas no Japão. Enquanto isso, foi anunciada a quarta fase da turnê: a terceira turnê mundial da banda. A terceira fase começou em 1 de fevereiro de 2019, limitada a assinantes do fã clube. A Phase #03: 激情は獰猛~Gekijou wa Domou~ aconteceu em casas de shows pequenas e terminou em 20 de março de 2019.
Depois de três anos desde a última turnê mundial, a Phase #04 -99.999- começou em 30 de abril de 2019 em Los Angeles. A banda tocou em 13 cidades em 10 países, os quais foram Estados Unidos, México, Canadá, Chile, Argentina, Brasil, Reino Unido, França, Alemanha, Rússia e China. Terminou em 30 de junho de 2019, no segundo show em Taipei. Pelo terceiro ano consecutivo, tocaram no festival Rock In Japan. Seguindo com a turnê, na Phase #05 tocaram no Yokosuka Arts Theatre em 15 de agosto, os ingressos do show foram esgotados em minutos. Com a chegada do show final da disgressão, em 23 de setembro de 2019 o The Gazette mudou de visual e anunciou a colaboração the GazettE × Yokohama Collaboration Project, que incluiu um passe especial para visitar uma linha de trem em Yokohama, um restaurante temático em Chinatown e um Stamp Rally com recompensas. A colaboração durou de 7 de setembro até o dia do último show, 23 de setembro.
A mandato do governo do Japão, o show de aniversário de 18 anos de carreira, que aconteceria no dia 10 de março de 2020 na Yokohama Arena, foi cancelado por conta do surto de COVID-19 no Japão. Diversas outras bandas também tiveram suas apresentações canceladas. Após o ocorrido, a banda ficou inativa pelo resto do ano.

### 2021–presente:Masse morte de Reita
Em 10 de março de 2021, no aniversário de dezenove anos de formação, The Gazette lançou a canção inédita "Blinding Hope" e anunciou seu novo álbum intitulado Mass. Foi lançado em 23 de maio e acompanhou um evento online de autógrafos e meet&greet, onde os participantes foram escolhidos por sorteio, inscritos com um bilhete enumerado presente em cada cópia do álbum.
Um novo visual foi apresentado no fim de fevereiro de 2022, para o show em comemoração aos 20 anos de carreira no Ginásio Nacional Yoyogi. Também anunciaram um álbum de compilação intitulado Heterodoxy -Divided 3 Concepts-, que inclui 47 músicas, lançado em 21 de dezembro. No dia 28 do mesmo mês, o ex baterista Yune morreu. Em 15 de julho, realizaram um show no Nippon Budokan que foi o último da turnê do Mass, e sua gravação será lançada em DVD e Blu-ray em 13 de março de 2024. Nesta apresentação, o grupo divulgou um teaser de um novo lançamento (previsto para 2024, o que não ocorreu) e anunciou seu primeiro show de natal em 11 anos.
No dia 16 de abril de 2024, a banda comunicou em seu site oficial que Reita havia morrido no dia anterior. A causa da morte não foi divulgada. No dia seguinte, os outros quatro membros postaram suas mensagens sobre o ocorrido. Dez dias depois, a banda anunciou um show em memorial ao baixista para ser realizado no dia de seu aniversário, 27 de maio, limitado ao fã-clube. Em 10 de novembro tocaram no Kishidan Expo, festival organizado pela banda Kishidan. No dia do 23° aniversário de carreira do The Gazette, 10 de março de 2025, eles se apresentaram no Tokyo Garden Theater e anunciaram um novo lançamento intitulado "The Winter". Também revelaram quatro shows, cada um produzido especialmente por cada membro, e mais uma apresentação no aniversário de Reita, todos limitados ao fã-clube.

## Estilo musical e temas
A banda é atribuída aos gêneros punk rock (no início), rock alternativo, metalcore, nu metal, heavy metal, metal industrial e principalmente metal alternativo.
As letras das canções, escritas pelo vocalista Ruki, costumam falar sobre histórias tristes, experiências da vida e emoções.
Aoi, Uruha e Reita utilizam instrumentos da ESP Guitars além de ter seus próprios modelos de assinatura da marca.

### Influências
Os membros afirmam que suas influências comuns a todos eles são as bandas japonesas X Japan e Luna Sea. Uruha começou a tocar guitarra inspirado em Sugizo e Reita nomeou J como baixista que mais o influenciou.
Além de Luna Sea e X, Ruki também foi influenciado por Kuroyume e Sads, com seus vocais inspirados pelo frontman das duas bandas, Kiyoharu.

## Legado
A banda é reputada como uma das mais famosas do movimento visual kei atual, no Japão e internacionalmente. O portal Real Sound citou The Gazette e Nightmare como "a gigante dupla da terceira geração do visual kei". Em uma pesquisa conduzida pelo website Barks, perguntando a 100 bandas visual kei qual grupo mais os inspirou, The Gazette e Sid ficaram em quinto lugar. Eles foram as únicas bandas visual kei da segunda geração a fazer um concerto no Tokyo Dome.
Retsu do DIMLIM, Tsuzuku do Mejibray, Ryuji Sato, membros do Dexcore e membros do Damned citam The Gazette como uma de suas principais influências.
The Gazette entrou para a lista dos 10 artistas mais requisitados da J-Melo Awards da NHK de 2009 a 2017, ficando em primeiro lugar cinco vezes (2010, 2012, 2013, 2015 e 2016). Em 2021, a Kerrang! listou Dogma como um dos 13 álbuns japoneses de rock e metal essenciais.
Diversos músicos e famosos lamentaram a morte de Reita em 2024, comentando sobre como o baixista os influenciou, entre eles os produtores do anime Kuroshitsuji.

## Membros
- Ruki (ルキ) – vocais (2002–presente)
- Uruha (麗) – guitarra solo, violão, vocais de apoio (2002–presente)
- Aoi (葵) – guitarra rítmica, violão, vocais de apoio (2002–presente)
- Kai (戒) – bateria, percussão, vocais de apoio (2003–presente)

Ex membros
- Yune (ユネ) – bateria (2002–2003, morreu em 2022)
- Reita (れいた) – baixo, vocais de apoio (2002–2024, morreu em 2024)

## Discografia
- Disorder (2004)
- NIL (2006)
- Stacked Rubbish (2007)
- DIM (2009)
- Toxic (2011)
- Division (2012)
- Beautiful Deformity (2013)
- Dogma (2016)
- Ninth (2018)
- Mass (2021)